# Синхронне плавання на літніх Олімпійських іграх 2016
Змагання з синхронного плавання на літніх Олімпійських іграх 2016 відбулись з 14 по 19 серпня 2016 року в Олімпійському водному центрі Ріо. До програми змагань входять дві дисципліни: змагання жіночих дуетів та змагання жіночих команд.

## Країни, що кваліфікувались
- Австралія  (9)
- Австрія  (2)
- Аргентина  (2)
- Бразилія  (9)
- Велика Британія  (2)
- Греція  (2)
- Єгипет  (9)
- Ізраїль  (2)
- Іспанія  (2)
- Італія  (9)
- Казахстан  (2)
- Канада  (2)
- Китай  (9)
- Колумбія  (2)
- Мексика  (2)
- Росія  (9)
- Словаччина  (2)
- США  (2)
- Україна  (9)
- Франція  (2)
- Чехія  (2)
- Швейцарія  (2)
- Японія  (9)

## Медалі

### Загальний залік
| Загальна кількість медалей | Загальна кількість медалей | Загальна кількість медалей | Загальна кількість медалей | Загальна кількість медалей | Олімпійські кільця |
| Місце                      | Країна                     | Золото                     | Срібло                     | Бронза                     | Всього             |
| 1                          | Росія                      | 2                          | 0                          | 0                          | 2                  |
| 2                          | КНР                        | 0                          | 2                          | 0                          | 2                  |
| 3                          | Японія                     | 0                          | 0                          | 2                          | 2                  |

### Медалісти
| Дисципліна | Золото | Срібло                                                                                                   | Бронза |
| ---------- | --- | --- | --- |
| Дуети      | Світлана Романишина і Наталія Іщенко (RUS) | Хуан Сюечень і Сунь Веньянь (CHN)                                                                        | Юкіко Інуі і Рісако Міцуї (JPN)                                                                                               |
| Групи      | Росія (RUS) Влада Чигирьова Наталія Іщенко Світлана Колесніченко Олександра Пацкевич Світлана Ромашина Алла Шишкіна Марія Шурочкіна Гелена Топіліна Олена Прокоф'єва | Китай (CHN) Ґу Сяо Го Лі Хуан Сюечень Лі Сяолу Лян Сіньпін Сунь Веньянь Тан Менні Їнь Ченсінь Цзен Чжень | Японія (JPN) Айка Хакояма Юкіко Інуі Кей Марумо Рісако Міцуї Канамі Накамакі Маі Накамура Кано Омата Курумі Йосіда Айко Хаясі |